# Писа (Греция)
Пи́са (греч. Πίσα) — античный полис в Элиде. Находился в 4 километрах от Олимпии. Павсаний пишет, что город основал Пис, сын Периера и внук Эола. Страбон пишет, что город назван по одноименному источнику, что соответствует πίστρα — водопой, ποτίστρα — сосуд для поения скота. Олимпия была частью Писатиды. Павсаний пишет, что Писой правили Эномай, Пелоп и его сыновья. Пелоп отделил Писею от страны Эпея, жителей которой стали называть элейцы. Писа была участником Олимпийского конфликта с элейцами, который закончился поражением и разрушением Писы после 588 года до н. э.
Морским портом Писы была Фея.